# Natatolana albicaudata
Natatolana albicaudata là một loài chân đều trong họ Cirolanidae. Loài này được Stebbing miêu tả khoa học năm 1900.